# Los peces fuera del agua
Los peces fuera del agua es una película salvadoreña dramática estrenada en 1969 dirigida por José David Calderón. La cinta es considerada como el primer largometraje de ficción producido, actuado, dirigido y escrito únicamente por salvadoreños a excepción del actor Guatemalteco Ernesto Mérida. 
La película afirma estar ligeramente basada en A puerta cerrada  de Jean Paul Sartre. 

## Trama
Olivia Vive con Esther en una casa colonial, Olivia sufre de amnesia y esta esperando el regreso de su amado Julio.